# Treppo Carnico
Treppo Carnico (friülà Trep di Cjargne) és un municipi italià, dins de la província d'Udine. És situat dins la Valcalda, a la Cjargne. L'any 2007 tenia 653 habitants. Limita amb els municipis d'Arta Terme, Ligosullo, Paluzza i Paularo.

## Administració
| Període | Identitat         | Partit        |
| ------- | ----------------- | ------------- |
| 2004-   | Luigi Cortolezzis | Llista cívica |